# Stadio di Corso Marsiglia
A Stadio di Corso Marsiglia egy torinói stadion volt Olaszországban. Ez volt az első stadion melynél mesterséges világítást használtak. A létesítményt a Juventus csapata bérelte 1923-tól 1933-ig, amikor is átköltöztek a Stadio Olimpico di Torinóba. Ez időszak alatt a klub 4 bajnoki címet nyert. Az első mérkőzést melyen a Juventus a Modenával játszott 4–0-ra nyerték a zebrák.